# Rory Byrne
Rory Byrne, född 10 januari 1944 i Pretoria i Sydafrika, är en sydafrikansk ingenjör och formelbildesigner.
Byrne är mest berömd för sitt arbete i formel 1-stallen Benetton och Ferrari efter ett väldigt framgångsrikt samarbete med Ross Brawn (teknisk direktör), Jean Todt (stallchef) och Michael Schumacher (förare).
Byrne slutade heltidsarbeta 2004 och är nu deltidskonsult i Ferrari.